# Ossining, New York
Ossining este o localitate urbană în comitatul Westchester, statul New York, SUA. Localitatea se află la altitudinea de 49 m deasupra n.m., ocupă o suprafață de 16,4 km², din care 8,3 km² este uscat. La recensământul din 2000, avea 24.010 loc. Ossining se află la 50 km de New York City, el a devenit cunoscut după închisoarea renumită Sing-Sing care se află în localitate.

## Personalități marcante
- John Thompson Hoffman, politician
- Alexander Livingston Nicol, actor și regizor
- Anne Francis, actriță
- Sonny Sharrock, muzician
- Jason Robert Brown, autor și compozitor
- Erica Lei Leerhsen, actriță

1. ↑   https://www.villageofossining.org/board-trustees/pages/mayor-rika-levin, accesat în 8 aprilie 2022 Lipsește sau este vid: |title= (ajutor)
2. ↑  2010 U.S. Gazetteer Files, accesat în 9 iulie 2020